# Oskar Hekš
Oskar Hekš (ur. 10 kwietnia 1908 w Rožďalovicach, zm. 8 marca 1944 w KL Auschwitz) – czechosłowacki lekkoatleta (długodystansowiec i maratończyk).
W 1929 i 1930 zostawał mistrzem Czechosłowacji w maratonie.
W 1932 wystartował na igrzyskach olimpijskich, zajmując 8. miejsce w maratonie z czasem 2:41:35 (najlepszy wynik w karierze Hekša, do 1933 rekord kraju).
W 1935 pobił rekord Czechosłowacji w biegu godzinnym, przebiegając 17 501,51 m.
Zbojkotował igrzyska olimpijskie w 1936 i był jednym z organizatorów alternatywnych igrzysk w Barcelonie, ostatecznie odwołanych z powodu hiszpańskiej wojny domowej.
W listopadzie 1941 ze względu na swoje żydowskie pochodzenie został przewieziony do obozu koncentracyjnego w Terezinie, a w 1943 do Auschwitz-Birkenau. 8 marca 1944 zginął w komorze gazowej tego obozu.
Podczas kariery reprezentował najpierw ŽSK Hagibor Praga, a następnie AC Sparta Praga.

## Literatura dodatkowa
- Jan Jirka: Kdo byl kdo v české atletice. Praha: Olympia, 2004, s. 50. ISBN 978-80-7033-864-3. (cz.).